# Романов, Николай Павлович (математик)
Николай Павлович Романов (19 февраля 1907, с. Больше—Окинск Иркутской губернии — 8 мая 1972, Ташкент) — советский математик, доктор физико-математических наук (1936), профессор (1937), педагог. Заслуженный деятель науки Узбекской ССР (1949).

## Биография
Родился в семье рабочего. После окончания Иркутского университета в 1929 году поступил в аспирантуру при МГУ, где его руководителями были Александр Хинчин и Отто Шмидт.
В 1935 году защитил докторскую диссертацию. С 1932 по 1944 годы работал доцентом, а потом — профессором физико-математического факультета Томского университета.
С 1944 по 1951 год — заведующий кафедрой в Узбекском университете Самарканда. В 1951 году переехал в Ташкент, где жил до своей смерти в 1972 году. Работал бессменным заведующим кафедрой теории чисел и алгебры Среднеазиатского государственного университета (в Ташкенте).
Член-корреспондент РАН Виктор Матвеевич Бухштабер с теплом вспоминает свое участие на спецкурсе и семинаре Романова в Ташкенте в 1961—1963 гг. Участники этого семинара, несмотря на разницу в возрасте, стали друзьями и коллегами на долгие годы.
В 1958—1960 годы возглавлял отдел математического анализа Института математики и механики в Ташкенте.
В 1958 г. принимал участие в работе 13 международного математического конгресса в Эдинбурге.
Кавалер ордена Трудового Красного Знамени.
Похоронен на ташкентском Боткинском кладбище (№ 1).

## Научная деятельность
Основными направления научной деятельности — аддитивная теория чисел, операторная дзета-функция и однопараметрические подгруппы линейных операторов, вопросы связи гильбертовых пространств и теории чисел, аналитические функции целого аргумента. Разработал серию методов построения однопараметрических подгрупп линейных операторов в различного рода функциональных пространствах и сделал важный вклад в исчисление инфинитезимальных операторов. Значительная часть его работ посвящена приложению теории гильбертовых пространств к теории чисел. Им даны новые, основанные на теоретико-числовых соображениях, методы построения ортогональных последовательностей.
В последние годы работал над усовершенствованием элементарных методов в теории чисел, исследованием асимптотики степенных рядов на границе круга сходимости и другими вопросами.